# نينتي
نينتي (بالسومرية: 𒀭𒎏𒋾؛ «سيدة الحياة»)، كانت إلهة من بلاد ما بين النهرين تُعبد في لكش. كانت تعتبر والدة نينكاسي. تظهر أيضًا في الأسطورة إنكي وننهورساج كواحدة من الآلهة التي تهدف إلى تهدئة آلام الإله الذي يحمل نفس الاسم. في هذا النص، تمت إعادة تفسير اسمها أولاً على أنه «سيدة الضلع» ثم على أنه «سيدة الشهر» من خلال تلاعب بالألفاظ.

## الدلائل
تُرجم اسم نينتي على أنه «السيدة التي تبقى على قيد الحياة» أو «سيدة (الحياة)». قد يكون الشكل المختلف لاسمها هو نينتيال، «السيدة التي تخصص الحياة». ومع ذلك، يشير إرميا بيترسون إلى أنه نظرًا لوجود التهجئة المتباينة كوراتيال، فليس من المؤكد كيف يجب قراءة الكتابة المسمارية نين في هذه الحالة.
عُرفت أقدم الشهادات لنينتي في نصوص من فارا. ووُثِّقت أيضًا في نصوص الأسرات المبكرة من لجش، ووفقًا لجبهارد سيلز، لا بد أنها كانت تُعبد في هذه المدينة، إذ تشير الأدلة إلى معبد مخصص لها. وقد اعتمد مؤلفون آخرون هذا الاستنتاج لاحقًا. تظهر أيضًا في الأسماء الثيوفورية Ninti-badmu، «نينتي هي أمي»، ونينتي-مين، «نينتي هي التاج» أو «نينتي لديها التاج». والمزيد من الشهادات، بما في ذلك الأسماء الثيوفورية (على سبيل المثال أور نينتي)، وكذلك الإدخالات في قوائم القرابين وقوائم الآلهة، متاحة من فترة أور الثالثة والفترة البابلية القديمة. في قائمة الآلهة البابلية القديمة من ماري، تظهر نينتي بالقرب من نيندارا ونينموج.

## ارتباطات مع الآلهة الأخرى
تنص ترنيمة نينكاسي على أنه بينما نشأت هذه الإلهة على يد نينهورساج، كان والداها نينتي وإنكي. تظهر نينتي ونينكاسي بالقرب من بعضهما البعض في وثيقة من فترة فارا. العلاقة بين نينتي وإنكي موثقة أيضًا في قائمة الآلهة آن أنوم، حيث يتم مساواتها بزوجته دامكينا. المذكر المعادل لاسمها، إنتي، يُعطى أيضًا كاسم بديل لإنكي، على الرغم من أنه في سياقات أخرى كان dEN.TI بدلاً من ذلك تمثيلًا لوغوغرافيًا لاسم إبيش، إله الجبل الذي يُفترض أنه يمثل جبال حمرين. تظهر نينتي أيضًا بجانب إنكي في قائمة معجمية يشار إليها باسم Silbenvokabular A.
يقترح أنطوان كافينيوكس ومانفريد كريبرنيك أيضًا أن الإلهة نينتيال ربما تتوافق مع نينتي في قائمة آلهة نيبور، وأنه تحت هذا الاسم يُفهم على أنها والدة سيريس. تسجل القائمة التسلسل نينتيال، سيريس، نينكاسي. نينتيال موثق أيضًا بالنسبة إلى نونجال، إلهة السجون. كانت تعتبر الأودوغ (في هذا السياق: «الروح الحامية») لمنزلها.
يؤكد جيبهارد سيلز أنه لا ينبغي الخلط بين نينتي ونينتينوجا، إلهة الشفاء من نيبور.

## الأساطير
في أسطورة إنكي ونينهورساج، تظهر نينتي كواحدة من الآلهة الثمانية التي خلقت لتخفيف آلام إنكي، كونها مسؤولة بشكل خاص عن شفاء أضلاعه. الآلهة الأخرى التي تم إنشاؤها لنفس الغرض في هذه الرواية تشمل أبو ونينسكيلا (مسكيلاك) ونينجيريوتود (نينجيريدا) ونينكاسي ونانشي وأزيموا وإنساج (إنزاك). في النهاية، عندما يتم إعلان المصائر المواتية لهم جميعًا، يتم تعيين نينتي في منصب «سيدة الشهر». تمت إعادة تفسير اسمها أولاً على أنه تورية على نين-تي، «سيدة الضلع»، ثم نين-يتي، «سيدة الشهر»، وهو ما يعكس، وفقًا لدينا كاتز، حقيقة أن جامعي النص اختاروها بالكامل بناءً على احتمالية تلاعب اسمها بالألفاظ ولم يكونوا «مهتمين بخلفيتها الدينية». تعتبر إرميا بيترسون أن إعادة تفسير اسمها هو مثال على أصل الكلمة الشعبي.